# معاهده چندجانبه
معاهده چند جانبه (به انگلیسی: Multilateral treaty) یک معاهده است که اعضای آن سه کشور یا بیشتر می‌باشد. هرکدام از طرفین به تمام طرف‌های دیگر تعهدات یکسانی دارند، مگر در موردهایی که به واسطه حق شرط اعلام کرده‌اند. از معاهده‌های چند جانبه می‌توان به کنوانسیون مربوط به وضعیت پناهندگان، کنوانسیون ملل متحد در مورد حقوق دریاها و کنوانسیون ژنو اشاره نمود.

## رابطه با معاهده‌های دو جانبه
معاهده دوجانبه معاهده‌ای بین دو کشور است. هنگامی که عضو جدید دیگری به آن ملحق شود. یک معاهده دوجانبه ممکن است به معاهده چند جانبه تبدیل شود.